# Songjeong-dong, Seoul
Songjeong-dong (koreanska: 송정동) är en stadsdel i stadsdistriktet Seongdong-gu i Sydkoreas huvudstad Seoul.